# Carlo Galli
Carlo Galli (ur. 6 marca 1931 w Montecatini-Terme, zm. 6 listopada 2022 w Rzymie) – piłkarz włoski grający na pozycji napastnika.

## Kariera klubowa
Galli pochodzi z toskańskiej miejscowości Montecatini-Terme. Piłkarską karierę rozpoczął jednak na Sycylii w klubie US Palermo. 8 grudnia 1949 roku zadebiutował w Serie A meczem (0:2) z Pro Patria Calcio. Od początku sezonu 1949/1950 był podstawowym zawodnikiem klubu i jednym z najlepszych strzelców. Przez 2 lata zdobył 16 goli w rozgrywkach ekstraklasy włoskiej. W 1951 roku przeszedł do AS Roma, gdzie początkowo występował w ataku z Lorenzem Bettinim. Z 13 golami był najlepszym strzelcem zespołu i wygrał z nim Serie B przyczyniając się do awansu klubu do Serie A. W sezonie 1952/1953 także był najlepszym strzelcem „giallo-rossich” poprawiając swój dorobek bramkowy do 14 trafień. W kolejnych latach nadal był członkiem pierwszej jedenastki, a największy sukces to 3. miejsce w 1955 roku.
Latem 1956 Galli przeszedł do A.C. Milan. W swoim pierwszym sezonie w mediolańskiej drużynie wywalczył scudetto tworząc bramkostrzelny atak z Gastonem Beanem. Sam zdobył 14 goli, podczas gdy partner z ataku – 17. W 1959 roku po raz drugi w karierze został mistrzem Włoch, tym razem występując w pierwszej linii z Brazylijczykiem José Altafinim. W Milanie grał także w sezonach 1959/1960 i 1960/1961, w których zajął odpowiednio 3. i 2. miejsce.
W 1961 roku Galli został piłkarzem Udinese Calcio, jednak nie zaliczył pobytu w tym klubie do udanych. Wystąpił zaledwie w 8 spotkaniach i nie zdobył gola, a klub z Udine zajmując ostatnią pozycję spadł do Serie B. W sezonie 1962/1963 Galli był zawodnikiem Genoi, w której także wystąpił w małej liczbie meczów. Po sezonie zmienił barwy klubowe i wrócił do Rzymu, ale tym razem przeszedł do S.S. Lazio. W barwach „biancocelestich” grał przez dwa pełne sezony oraz zaliczył jedno spotkanie w sezonie 1965/1966, ale nie odniósł większych sukcesów. Karierę piłkarską zakończył w 1965 roku w wieku 34 lat.
| Sezon   | Klub           | Kraj   | Rozgrywki         | Mecze | Bramki |
| ------- | -------------- | ------ | ----------------- | ----- | ------ |
| 1949/50 | US Palermo     | Włochy | Serie A           | 21    | 8      |
| 1950/51 | US Palermo     | Włochy | Serie A           | 24    | 8      |
| 1951/52 | AS Roma        | Włochy | Serie B           | 29    | 13     |
| 1952/53 | AS Roma        | Włochy | Serie A           | 25    | 14     |
| 1953/54 | AS Roma        | Włochy | Serie A           | 20    | 8      |
| 1954/55 | AS Roma        | Włochy | Serie A           | 29    | 12     |
| 1955/56 | AS Roma        | Włochy | Serie A           | 20    | 7      |
| 1956/57 | A.C. Milan     | Włochy | Serie A           | 23    | 14     |
| 1957/58 | A.C. Milan     | Włochy | Serie A           | 14    | 12     |
| 1958/59 | A.C. Milan     | Włochy | Serie A           | 30    | 11     |
| 1959/60 | A.C. Milan     | Włochy | Serie A           | 25    | 6      |
| 1960/61 | A.C. Milan     | Włochy | Serie A           | 20    | 4      |
| 1961/62 | Udinese Calcio | Włochy | Serie A           | 8     | 0      |
| 1962/63 | Genoa CFC      | Włochy | Serie A           | 8     | 3      |
| 1963/64 | S.S. Lazio     | Włochy | Serie A           | 23    | 1      |
| 1964/65 | S.S. Lazio     | Włochy | Serie A           | 14    | 3      |
| 1965/66 | S.S. Lazio     | Włochy | Serie A           | 1     | 0      |
|         |                |        | Łącznie w Serie A | 306   | 111    |

## Kariera reprezentacyjna
W reprezentacji Włoch Galli zadebiutował 17 maja 1953 roku w przegranym 0:3 towarzyskim meczu z Węgrami. W 1954 roku w swoim drugim występie, przeciwko Francji (3:1), zdobył swojego premierowego gola w kadrze. W tym samym roku został powołany przez selekcjonera Lajosa Czeizlera do składu na mistrzostwa świata w Szwajcarii. Tam wystąpił w dwóch meczach: przegranym 1:2 ze Szwajcarią i wygranym 4:1 z Belgią, w którym zdobył jedną z bramek. Karierę reprezentacyjną zakończył w 1959 roku. W „Squadra Azzurra” wystąpił w 13 spotkaniach i strzelił 5 goli.